# El Salt del Llop
El Salt del Llop és una casa de Sant Agustí de Lluçanès (Osona) inclosa a l'Inventari del Patrimoni Arquitectònic de Catalunya.

## Descripció
Edifici de planta rectangular construït en diverses fases, la última de les quals li ha donat un aspecte nou amb la incorporació del ciment a tres de les quatre façanes. La part antiga de la casa té el mur de pedres grans irregulars i morter. L'estructura primitiva era la d'una casa de dos pisos, amb el teulat lateral a la façana principal. A aquest primer cos se li va afegir un allargament lateral pel qual ara s'entra a la casa, i diverses construccions a l'antiga façana que s'usen com a corts.